# Хансен, Клиффорд
Клиффорд Питер Хансен (англ. Clifford Peter Hansen; 16 октября 1912, Зенит, Вайоминг — 20 октября 2009, Джэксон, Вайоминг) — американский политик-республиканец. Занимал должность губернатора Вайоминга с 1963 по 1967 год, представлял Вайоминг в Сенате США с 1967 по 1978 год. После смерти Гирама Фонга в 2004 году и до своей смерти, Хансен был самым долгоживущим бывшим сенатором.
Хансен изучал сельское хозяйство в Университете Вайоминга, который он закончил в 1934 году со степенью бакалавра. С 1946 по 1966 был членом Совета попечителей Университета Вайоминга (с 1955 по 1962 — его председателем). Кроме того, он возглавлял Национальную ассоциацию скотоводов.
В 1937 году он был избран в сенат штата Вайоминг, с 1943 по 1951 год работал также комиссаром округа Титон.
Мэтт Мид, внук Хансена, победил на губернаторских выборах в ноябре 2010 года.